# William Thomas Brande
William Thomas Brande (Londres, 11 de enero de 1788 - Tunbridge Wells, 11 de febrero de 1866) fue un químico británico.
Junto con Sir Humphry Davy fue capaz de aislar las sales de litio, efectuando la electrólisis del óxido de litio.
Su Manual de Chemistry, publicado por primera vez en 1819, gozó de gran popularidad, y entre otras obras Brande publicó Dictionary of Science, Literature and Art (Diccionario de Ciencia, Literatura y Arte) en 1842. Fue durante la preparación de una nueva edición de esta última obra cuando ocurrió su fallecimiento.